# Lyme (Connecticut)
Pour les articles homonymes, voir Lyme.
Lyme (prononcé [laɪm]) est une localité du comté de New London dans l'État du Connecticut aux États-Unis. Lors du recensement de 2010, elle comptait 2 406 habitants.
Lyme et sa ville voisine Old Lyme sont connues dans le monde entier pour avoir donné leur nom à la maladie de Lyme.

## Géographie
Selon le United States Census Bureau, la ville a une superficie totale de 34,47 milles carrés (89,28 km2), 31,84 milles carrés (82,47 km2) de terres, et 2,63 milles carrés (6,81 km2) est de l'eau (soit 7,63 %).

## Histoire
Lyme devient une municipalité en 1667. Elle doit probablement son nom à la ville anglaise de Lyme Regis.

## Démographie
Au recensement de 2000, il y avait 2 016 personnes, réparties en 854 ménages et 613 familles résidant dans la ville. La densité de population était de 63,3 habitants par mile carré (24,4 habts/km2). Il y avait 989 logements, soit une densité moyenne de 31,0 /mille au carré (12,0 /km2).
La composition raciale de la ville était de 98,02 % de blancs, 0,05 % de noirs, 0,05 % d'amérindiens natifs, 1,34 % d'asiatiques d'origine et 0,05 % d'autres origines ethniques.
Sur 854 ménages, 26,6 % avaient des enfants de moins de 18 ans vivant avec eux, 64,2 % vivaient sous le régime du mariage, 4,7 % étaient mères célibataires, 28,2 % n'ayant pas fondé de famille. 23,2 % de l'ensemble des ménages étaient constitués de personnes seules et 10,7 % avaient à la maison une personne vivant seule de 65 ans ou plus.
La taille moyenne des ménages était de 2,35 personnes, et la taille moyenne des familles était de 2,76 personnes.
Dans la ville de Lyme, la population est répartie comme suit ;
- 20,3 % de moins de 18 ans ;
- 3,1 % de 18 à 24 ans;
- 22,0 % de 25 à 44 ans;
- 34,7 % de 45 à 64 ans;
- 19,9 % de 65 ans ou plus.

L'âge médian était de 47 ans. Pour 100 femmes, il y avait 99,8 hommes. Pour 100 femmes de 18 ans et plus, il y avait 102,5 hommes.
Le revenu médian des ménages était de 73 250 $. Le revenu médian d'une famille était de 82 853 $. Les hommes avaient un revenu médian de 56 188 $ contre 44 750 $ pour les femmes. Le revenu moyen par habitant pour la ville était de 43 347 $.
Aucune des familles et personne parmi les moins de 18 ans et les plus de 64 ans vivait sous le seuil de pauvreté, et 1,2 % de la population vivait sous ce seuil.
| 1820  | 1850  | 1860  | 1870  | 1880  | 1890 |
| ----- | ----- | ----- | ----- | ----- | ---- |
| 4 069 | 2 668 | 1 246 | 1 181 | 1 025 | 977  |

| 1900 | 1910 | 1920 | 1930 | 1940 | 1950 |
| ---- | ---- | ---- | ---- | ---- | ---- |
| 750  | 746  | 674  | 546  | 717  | 857  |

| 1960  | 1970  | 1980  | 1990  | 2000  | 2010  |
| ----- | ----- | ----- | ----- | ----- | ----- |
| 1 183 | 1 484 | 1 822 | 1 949 | 2 016 | 2 406 |

## Patrimoine
Sur le Registre national des lieux historiques, on trouve à Lyme :
- Cooper Site
- Hamburg Bridge Historic District & Joshuatown Road and Old Hamburg Road
- Hamburg Cove Site
- Lord Cove Site
- Selden Island Site

## Personnalités marquantes
Nombre des anciens notables ont résidé dans l'ancienne ville aujourd'hui nommée Old Lyme.
- Robert Ballard (1942- ), résident, océanographe célèbre pour avoir retrouvé l'épave du RMS Titanic et du navire de guerre Bismarck.
- Joan Bennett (1910-1990), actrice de téléfilms, incinérée dans le Pleasant View Cemetery après sa mort à New York.
- Zebulon Brockway (1827-1920) pénaliste né à Lyme. Certains l'ont surnommé le père de la réforme des prisons aux USA .
- Matthew Griswold (1714-1799) gouverneur de l'État (de 1784 à 1786), est né à Lyme.
- Harry Holtzman (1912-1987), artiste abstrait, qui a vécu à Lyme.
- Thomas W. Nason (1889-1971), artiste imprimeur qui a vécu à Lyme,
- Samuel Holden Parsons (1737-1789), patriote avant et durant l'American Revolution et brigadier général dans la Continental Army. Il est né à Lyme.
- Jedediah Peck (1748–1821), dit le père du "Common School System" de l'État de New-York.
- Ansel Sterling (1782 - 1853), élu du Connecticut.
- Morrison Remick Waite (1816–1888), chief justice of the United States (1874-1888) né à Lyme.